# Giorgi Papava
Giorgi Papava (in georgiano გიორგი პაპავა?; Tbilisi, 16 febbraio 1993) è un calciatore georgiano, difensore o centrocampista dell'AGMK Olmaliq.

## Carriera

### Club
Ha esordito nella massima serie del campionato georgiano con la Dinamo Tbilisi nella stagione 2011-2012.

### Nazionale
Ha esordito in nazionale il 29 maggio 2014 nell'amichevole Arabia Saudita-Georgia 0-2, entrando al posto di Aleksandre K'obakhidze. Ha disputato 3 gare con la nazionale georgiana, tutte nel 2014.

## Palmarès

### Club

#### Competizioni nazionali
- Campionato georgiano: 4

Dinamo Tbilisi: 2012-2013, 2013-2014, 2019, 2020
- Coppa di Georgia: 3

Dinamo Tbilisi: 2012-2013, 2013-2014, 2014-2015
- Supercoppa di Georgia: 2

Dinamo Tbilisi: 2014, 2021